# صحرا حیدرآباد
صحراحیدرآباد یا حیدرآباد روستایی در دهستان مورچه خورت بخش مرکزی شهرستان شاهین‌شهر و میمه استان اصفهان ایران است.

## جمعیت
بر پایه سرشماری عمومی نفوس و مسکن در سال ۱۳۹۵ این روستا بدون جمعیت بوده‌است.